# Roseto opera prima
Roseto opera prima è un festival cinematografico italiano ideato dal regista Tonino Valerii che si tiene annualmente a Roseto degli Abruzzi dal 1996.
La rassegna è dedicata a film diretti da registi esordienti, il premio alla migliore opera prima viene assegnato da una giuria popolare presieduta da una personalità di rilievo del panorama cinematografico italiano.

## Storia
Nel corso delle varie edizioni sono state consegnate Rose d'oro a personaggi importanti del panorama cinematografico italiano come Marco Bellocchio, Bud Spencer, Dario Argento, Tinto Brass, Pupi Avati, Nanni Moretti, Neri Marcorè, Stefania Sandrelli, Roberto Faenza, Barbora Bobuľová, Gianni Minà, Massimo Girotti, Giuliano Gemma, Luigi Lo Cascio e molti altri. Per l'edizione 2014, madrina del Festival è stata l'attrice Maria Grazia Cucinotta.

## Albo d'oro

### 1996
- Carmine Amoroso - Come mi vuoi
- Bryan Singer - I soliti sospetti
- Enza Negroni - Jack Frusciante è uscito dal gruppo
- Fernando Treuba - Two much
- Mimmo Calopresti - La seconda volta
- Leonardo Pieraccioni - I laureati
- Jafar Panahi - Il palloncino bianco
- Hal Salwe - Hello Denise

### 1997
- Ferzan Özpetek - Il bagno turco
- Alain Taylor - Palookaville
- Claude Nuridsany e Marie Perennou - Microcosmos
- Emma-Kate Crogha - Amore e altre catastrofi
- Luc e Jean-Pierre Dardenne - La promesse
- Stanley Tucci e Campbell Scott - Big night
- Sergej Bodrov - Il prigioniero del caucaso
- Franco Bemini - Le mani forti
- David Riondino - Cubalibre
- Fulvio ottaviano - Cresceranno i carciofi a Mimongo
- Eugenio Cappuccio, Massimo Gaudioso, Fabio Nunziata - Il caricatore
- Matteo Garrone - Terra di mezzo

### 1998
- Vincent Gallo - Buffalo '66
- Peter Cattaneo - Full Monty - Squattrinati organizzati
- Luca Manfredi - Grazie di tutto
- Ferdinando Vicentini Orgnani - Mare largo
- Sandrine Veysset - Ci sarà la neve a natale?
- Maurizio Sciarra - La stanza dello scirocco
- David Evans - Febbre a 90°
- Richard Kwietniowski - Amore e morte a Long Island
- Paul Sletaune - Posta celere
- Roberta Torre - Tano da morire
- Mimi Leder - The Peacemaker
- Alain Berliner - La mia vita in rosa

### 1999
- Erik Zonka - La vita sognata degli angeli
- Luciano Ligabue - Radiofreccia
- Jonas e Josh Pate - L'impostore
- Mike van Diem - Character
- Gary Ross - Pleasantville
- Peter Berg - Cose molto cattive
- Tim Roth - Zona di guerra
- Vincenzo Natali - Cube - Il cubo
- Samira Makhmalbaf - La mela
- Piergiorgio Gay e Roberto San Pietro - Tre storie
- Kiek Jones - Svegliati Ned
- Peter Mullan - Orphans
- Shekhar Kapur - Elizabeth
- Ziad Doueri - West beyrouth
- Anna Negri - In principio erano le mutande
- Richard LaGravenese - Kiss

### 2000
- Jasmin Diznar - Beautiful people
- Martha Fiennes - Onegin
- Carlo Gabriel Nero - L'escluso
- Spike Jonze - Essere John Malkovich
- Aluizio Abranches - Un bicchiere di rabbia
- Julie Taylor - Titus
- Lynne Ramsay - Ratcatcher
- Daniel Lind-Lagerlof - Breaking Out
- Kimberly Peirce - Boys Don't Cry
- Laurent Cantet - Risorse umane

### 2001
- Alejandro González Iñárritu - Amores perros
- Nigel Cole - L'erba di Grace
- Ben Younger - 1 km da Wall Street
- Claver Salizzato - I giorni dell'amore e dell'odio
- Giulio Manfredonia - Se fossi in te
- Karyn Kusama - Girlfight
- Stephen Daldry - Billy Elliot
- Kenneth Lonergan - Conta su di me
- Cesc Gay - Krampak
- Agnès Jaoui - Il gusto per gli altri
- Bahman Ghobadi - Il tempo dei cavalli ubriachi
- Pierre Paul Renders - Thomas in Love

### 2002
- Danis Tanović - No Man's Land
- Vincenzo Marra - Tornando a casa
- Christian Carion - Una rondine fa primavera
- Jennifer Jason Leigh e Alan Cumming - The Anniversary Party
- Federica Martino - Biuti quin olivia
- Pan Nalin - Samsara
- Wisit Sasanatieng - Le lacrime della tigre nera
- Paolo Genovese e Luca Miniero - Incantesimo napoletano
- Todd Field - In the Bedroom
- John Cameron Mitchell - Hedwig
- Paolo Sorrentino - L'uomo in più

### 2003
- Francesco Patierno - Pater Familias
- Piero Sanna - La destinazione
- Maria Sole Tognazzi - Passato prossimo
- Daniele Vicari - Velocità massima
- Costanza Quartiglio - L'isola
- Spiro Scimone e Francesco Sframeli - Due amici

### 2004
- Andrea Adriatico - Il vento, di sera
- Giovanni Morricone - Al cuore si comanda
- Ambrogio Lo Giudice - Prima dammi un bacio
- Paolo Vari, Antonio Bocola - Fame chimica
- Luca Lucini - Tre metri sopra il cielo
- Alessandro Valori - Radio West
- Paolo Franchi - La spettatrice
- Davide Ferrario - Dopo mezzanotte

### 2005
- Vittorio Moroni - Tu devi essere il lupo
- Francesco Munzi - Saimir
- Andrea Bolognini - Raul - Diritto di uccidere
- Stefano Pasetto - Tartarughe sul dorso
- Pietro Reggiani - L'estate di mio fratello
- David Ballerini - Il silenzio dell'allodola
- Saverio Costanzo - Private
- Stefano Mordini - Provincia meccanica

### 2006
- Kim Rossi Stuart - Anche libero va bene
- Giorgio Diritti - Il vento fa il suo giro (premio speciale della giuria)
- Massimo Andrei - Mater Natura
- Fausto Brizzi - Notte prima degli esami
- Francesco Fei - Onde
- Libero De Rienzo - Sangue - La morte non esiste
- Alberto Bassetti - Sopra e sotto il ponte

### 2007
- Alessandro Angelini - L'aria salata
- Salvatore Ficarra, Valentino Picone, Giambattista Avellino - Il 7 e l'8
- Davide Marengo - Notturno bus
- Mohsen Melliti - Io, l'altro
- Giuseppe Gagliardi - La vera leggenda di Tony Vilar
- Berardo Carboni - Shooting Silvio
- Federico Zampaglione - Nero bifamiliare

### 2008
- Enrico Pitzianti - Tutto torna
- Mauro John Capece, Pierpaolo Moio - Alieno, l'uomo del futuro
- Andrea Molaioli - La ragazza del lago
- Fabrizio Bentivoglio - Lascia perdere, Johnny!
- Silvio Muccino - Parlami d'amore
- Toni D'Angelo - Una notte

### 2009
- Marco Amenta - La siciliana ribelle
- Umberto Riccioni Carteni - Diverso da chi?
- Mirko Locatelli - Il primo giorno d'inverno
- Claudio Giovannesi - La casa sulle nuvole
- Federico Bondi - Mar nero
- Marco Pontecorvo - Pa-ra-da
- Gianni Di Gregorio - Pranzo di ferragosto

### 2010
- Valerio Mieli - Dieci inverni
- Rocco Papaleo - Basilicata Coast to Coast
- Susanna Nicchiarelli - Cosmonauta
- Marco Chiarini - L'uomo fiammifero
- Marco Campogiani - La cosa giusta
- Luigi Sardiello - Piede di Dio

### 2011
- Matteo Botrugno e Daniele Coluccini - Et in terra pax
- Aureliano Amadei - 20 sigarette
- Luca Miniero - Benvenuti al Sud
- Alice Rohrwacher - Corpo celeste
- Giorgia Cecere - Il primo incarico
- Paola Livia Randi - Into Paradiso
- Massimiliano Bruno - Nessuno mi può giudicare
- Matteo Cerami - Tutti al mare
- Giuseppe Papasso - Un giorno della vita

### 2012
- Emiliano Còrapi - Sulla strada di casa
- Michele Rho - Cavalli
- Francesco Lagi - Missione di pace
- Marco Righi - I giorni della vendemmia
- Gianluca e Massimiliano De Serio - Sette opere di misericordia
- Roan Johnson - I primi della lista
- Pippo Mezzapesa - Il paese delle spose infelici

### 2013
- Luigi Lo Cascio - La città ideale
- Andrea Zaccariello - Ci vediamo domani
- Alessandro Gassmann - Razzabastarda
- Rolando Ravello - Tutti contro tutti
- Valeria Golino - Miele
- Fabio Grassadonia e Antonio Piazza - Salvo

### 2014
- Fabio Mollo - Il sud è niente
- Sydney Sibilia - Smetto quando voglio
- Ciro De Caro - Spaghetti Story
- Matteo Oleotto - Zoran - Il mio nipote scemo
- Paolo Zucca - L'arbitro
- Michele Picchi - Diario di un maniaco perbene

### 2015
- Lamberto Sanfelice - Cloro
- Alessia Scarso - Italo
- Riccardo Rossi - La prima volta (di mia figlia)
- Pietro Parolin - Leoni
- Edoardo Falcone - Se Dio vuole
- Sebastiano Rizzo - Nomi e cognomi
- Michele Alhaique - Senza nessuna pietà

### 2016
- Gabriele Mainetti - Lo chiamavano Jeeg Robot
- Francesco Ghiaccio - Un posto sicuro
- Veronica Pivetti - Né Giulietta né Romeo
- Lorenzo Corvino - We are the X
- Francesco Miccichè e Fabio Bonifaci – Loro chi?
- Nicola Barnaba – Ciao brother

### 2017
- Fabio Guaglione e Fabio Resinaro - Mine
- Marco Danieli - La ragazza del mondo
- Simone Godano - Moglie e marito
- Vincenzo Alfieri - I peggiori
- Roberto De Paolis - Cuori puri
- Daniele Barletti e Lorenzo Conte - La guerra dei cafoni

### 2018
- Alfredo Fiorillo - Respiri
- Antonio Guerriero Emanuele Palamara Gennaro Scarpato - San Valentino Stories
- Michela Andreozzi - Nove lune e mezza
- Fabio Gravina - Un figlio a tutti i costi
- Giancarlo Fontana e Giuseppe G. Stasi - Metti la nonna in freezer
- Roberto Capucci - Ovunque tu sarai
- Christian Marazziti - Sconnessi

### 2019
- Simone Spada - Hotel Gagarin
- Walter Veltroni - C'è tempo
- Francesco Mandelli - Bene ma non benissimo
- Domenico Fortunato - Wine to Love - I colori dell'amore
- Giorgio Romano - Detective per caso